# Rivière Dorval
Pour les articles homonymes, voir Dorval (homonymie).
La rivière Dorval est un affluent de la rivière Saguenay, coulant dans la ville de Saguenay et dans la municipalité de Larouche, dans la municipalité régionale de comté (MRC) de Le Fjord-du-Saguenay, dans la région administrative de Saguenay–Lac-Saint-Jean, dans la province de Québec, au Canada. Cette rivière coule dans la partie est du canton de La Barre.
La vallée de la rivière Dorval est surtout desservie par la route 170 (boulevard du Royaume), pour les besoins la foresterie et des activités récréotouristiques.
La foresterie constitue la principale activité économique dans la zone de la rivière Dorval ; les activités récréotouristiques, en second.
La surface de la rivière Dorval est habituellement gelée du début de décembre à la fin mars, toutefois la circulation sécuritaire sur la glace se fait généralement de la mi-décembre à la mi-mars.

## Géographie
Les principaux bassins versants voisins de la rivière Dorval sont :
- côté nord : rivière Saguenay ;
- côté est : rivière Saguenay, rivière aux Sables, rivière Chicoutimi ;
- côté sud : rivière Bruyère, lac Kénogami (baie Cascouia), rivière Cascouia, ruisseau du Pont Flottant, rivière Pikauba, ruisseau L'Abbé ;
- côté ouest : rivière Raquette, ruisseau de l’Abattoir, rivière Bédard, lac Saint-Jean.

La rivière Dorval prend sa source au Les Trois Lacs (longueur : 0,8 km ; altitude : 185 m) entouré de marais. Cette source est située à :
- 1,5 km au nord du lac Long ;
- 1,7 km au sud du chemin de fer du Canadien National et de la route 170 ;
- 7,4 km au sud de la rivière Saguenay ;
- 10,8 km à l’est du centre du village de Larouche ;
- 15,9 km au sud-est de la confluence de la rivière Dorval et de la rivière Saguenay[3].

À partir de sa source (petit lac non identifié), la rivière Dorval coule sur 10,6 km avec une dénivellation de 117 m généralement en zone forestière, parfois agricole, selon les segments suivants :
- 2,6 km vers l’ouest en recueillant la décharge (venant du sud) du lac Wellie, puis en longeant sur 1,0 km le chemin de fer du Canadien National, jusqu’à un coude rivière ;
- 4,3 km vers le nord-ouest en coupant la route 170 et en courbant vers l’ouest, jusqu’à un coude de rivière ;
- 3,7 km vers le nord-ouest en formant quelques petits serpentins, jusqu’à l’embouchure de la rivière[3].

Le cours de la rivière Dorval se déverse au fond d’une baie (s’étirant sur 0,7 km vers le sud-est) sur la rive sud de la rivière Saguenay. Cette confluence est située à :
- 1,3 km au sud de la rive nord de la rivière Saguenay ;
- 6,7 km au nord-ouest d’une courbe de l’route 170 ;
- 8,2 km au nord du centre du village de Larouche ;
- 12,7 km au nord-ouest de la baie Cascouia ;
- 9,2 km à l’est du centre-ville d’Alma ;
- 17,4 km à l’est du lac Saint-Jean[3].

À partir de l’embouchure de la rivière Dorval, le courant suit le cours de la rivière Saguenay sur 123 km vers l’est jusqu’à Tadoussac où il conflue avec l’estuaire du Saint-Laurent.

## Toponymie
Le toponyme « rivière Dorval » évoquerait la mémoire de Urbain Dorval, contremaître au premier chantier sur le ruisseau Gervais vers 1846. Urbain Dorval travaillait comme chef de chantier pour Peter McLeod. Son chantier était apparemment localisé « par la rivière Dorval /.../ à peu de distance du territoire d'Alma ». Ce nom est aussi présent dans Langelier, Jean-Chrysostome. La contrée du Lac Saint-Jean, 1888, page 18 (extrait du rapport de l'arpenteur Du Tremblay, datant possiblement de 1883). Le nom paraît sur la carte du canton de La Barre (1re impression de 1892, dernière impression de 1943).
Le toponyme rivière Dorval a été officialisé le 5 décembre 1968 à la Banque des noms de lieux de la Commission de toponymie du Québec.